# Championnat de France de rugby à XV de 2e division 2011-2012
Navigation
Pro D2 2010-2011 Pro D2 2012-2013
Le Championnat de France de rugby à XV de 2e division 2011-12 dit Pro D2 2011-2012 se déroule du 3 septembre 2011 au 27 mai 2012. La compétition débute par une phase régulière organisée en matchs aller-retour à l'issue de laquelle l'équipe classée première est directement promue dans le Top 14. Les équipes classées de la seconde à la cinquième place s'affrontent ensuite dans une phase de play-off à deux tours dont le vainqueur obtient le second ticket pour la montée en première division. Enfin, les équipes classées aux deux dernières place sont reléguées en Fédérale 1.
Cette saison, le CS Bourgoin-Jallieu et le Stade rochelais disputent la compétition, ayant été relégués du Top 14. À l'issue de la saison précédente, l'Union Bordeaux Bègles et le Lyon OU sont promus en Top 14. Le Colomiers rugby et le CA Saint-Étienne ont été relégués en Fédérale 1. Enfin, l'AS Béziers et le CA Périgueux, respectivement champion et finaliste de Fédérale 1, ont été promus pour disputer cette saison de Pro D2.
Les promus en fin de saison sont le FC Grenoble, premier de la saison régulière et qui gagne là son premier trophée depuis l’époque des "Mammouths" et le Stade montois, vainqueur des barrages.

## Règlement
Seize équipes participent au championnat Pro D2, l'équipe classée en tête est promue automatiquement pour jouer dans le Top 14, la deuxième équipe promue est désignée à l'issue d'un tour final entre les équipes classées de la 2e à la 5e place. Celles qui sont classées aux deux dernières places sont reléguées en division inférieure.

## Liste des équipes en compétition
Sur les seize équipes participant à la compétition, six ont été au moins une fois champion de France de Première Division. Aix, Albi, Auch, Aurillac, Carcassonne, Dax, Bourgoin-Jallieu, Oyonnax, Périgueux et La Rochelle n'ont jamais remporté le Bouclier de Brennus.
| Pays d'Aix RC SC Albi FC Auch Stade aurillacois AS Béziers CS Bourgoin-Jallieu US Carcassonne US Dax FC Grenoble Stade montois RC Narbonne US Oyonnax Section paloise CA Périgueux Stade rochelais Tarbes Pyrénées |

| Club                | Budget 2011-12 en millions d'euros | Classement en 2010-11 | Entraîneur                                      | Stade                              | Capacité      |
| ------------------- | ---------------------------------- | --------------------- | ----------------------------------------------- | ---------------------------------- | ------------- |
| Pays d'Aix RC       | 3,79                               | 11                    | Serge Laïrle Olivier Nier                       | Stade Maurice-David                | 4 463         |
| SC Albi             | 5,26                               | 3                     | Henry Broncan                                   | Stadium municipal                  | 14 523        |
| FC Auch             | 2,56                               | 6                     | Grégory Patat                                   | Stade Jacques-Fouroux              | 7 300         |
| Stade aurillacois   | 4,15                               | 7                     | Jeremy Davidson Thierry Peuchlestrade           | Stade Jean-Alric                   | 7 946         |
| AS Béziers          | 5,25                               | 1 (Fédérale 1)        | Philippe Benetton Andrew Mehrtens               | Stade de la Méditerranée           | 18 255        |
| CS Bourgoin-Jallieu | 6,68                               | 14 (Top 14)           | Laurent Seigne Jean-François Beltran            | Stade Pierre-Rajon                 | 8 006         |
| US Carcassonne      | 3,26                               | 10                    | Christian Labit Nicolas Nadau                   | Stade Albert-Domec                 | 12 747        |
| US Dax              | 5,21                               | 14                    | David Darricarrère Frédéric Garcia              | Stade Maurice-Boyau                | 16 170        |
| FC Grenoble         | 8,93                               | 2                     | Sylvain Bégon Franck Corrihons Fabrice Landreau | Stade Lesdiguières Stade des Alpes | 11 900 20 068 |
| Stade montois       | 3,96                               | 4                     | Marc Dal Maso Stéphane Prosper                  | Stade Guy-Boniface                 | 17 600        |
| RC Narbonne         | 4,63                               | 13                    | Matt Williams Justin Harrison Sébastien Buada   | Parc des sports et de l'amitié     | 10 403        |
| US Oyonnax          | 4,77                               | 8                     | Christophe Urios                                | Stade Charles-Mathon               | 8 670         |
| Section paloise     | 6,12                               | 9                     | Joël Rey David Aucagne                          | Stade du Hameau                    | 14 000        |
| CA Périgueux        | 2,99                               | 2 (Fédérale 1)        | Marc Dantin                                     | Stade Francis-Rongiéras            | 10 000        |
| Stade rochelais     | 7,71                               | 13 (Top 14)           | Patrice Collazo Fabrice Ribeyrolles             | Stade Marcel-Deflandre             | 12 300        |
| Tarbes Pyrénées     | 4,88                               | 12                    | Philippe Bérot Razvan Mavrodin                  | Stade Maurice-Trélut               | 17 406        |

## Résumé des résultats

### Classement de la saison régulière
| Rang | Club                    | J  | V  | N | D  | Bo | Bd | Pm  | Pe  | Diff | Pts |
| ---- | ----------------------- | -- | -- | - | -- | -- | -- | --- | --- | ---- | --- |
| 1    | FC Grenoble             | 30 | 22 | 1 | 7  | 10 | 5  | 727 | 398 | +329 | 105 |
| 2    | Section paloise         | 30 | 19 | 1 | 10 | 6  | 3  | 602 | 536 | +66  | 87  |
| 3    | Stade montois           | 30 | 19 | 0 | 11 | 3  | 5  | 569 | 453 | +116 | 84  |
| 4    | US Dax                  | 30 | 18 | 3 | 9  | 3  | 3  | 590 | 508 | +82  | 84  |
| 5    | Stade rochelais (R)     | 30 | 18 | 0 | 12 | 4  | 5  | 667 | 563 | +104 | 81  |
| 6    | US Carcassonne          | 30 | 17 | 2 | 11 | 1  | 8  | 659 | 616 | +43  | 81  |
| 7    | SC Albi                 | 30 | 14 | 0 | 16 | 6  | 10 | 630 | 633 | -3   | 72  |
| 8    | US Oyonnax              | 30 | 14 | 1 | 15 | 6  | 5  | 594 | 589 | +5   | 69  |
| 9    | CS Bourgoin-Jallieu (R) | 30 | 14 | 0 | 16 | 2  | 8  | 620 | 671 | -51  | 66  |
| 10   | FC Auch                 | 30 | 14 | 1 | 15 | 0  | 7  | 489 | 557 | -68  | 65  |
| 11   | Pays d'Aix RC           | 30 | 12 | 1 | 17 | 1  | 12 | 658 | 681 | -23  | 63  |
| 12   | Tarbes PR               | 30 | 13 | 0 | 17 | 0  | 9  | 561 | 646 | -85  | 61  |
| 13   | Stade aurillacois       | 30 | 12 | 2 | 16 | 2  | 6  | 570 | 610 | -40  | 60  |
| 14   | RC Narbonne             | 30 | 12 | 0 | 18 | 0  | 11 | 550 | 654 | -104 | 59  |
| 15   | AS Béziers (P)          | 30 | 9  | 0 | 21 | 1  | 9  | 499 | 673 | -174 | 46  |
| 16   | CA Périgueux (P)        | 30 | 7  | 0 | 23 | 0  | 13 | 516 | 713 | -197 | 41  |

|  | Champion de France de Pro D2 - Promu en Top 14 (no 1).                                                                  |
|  | Participation aux phases finales de barrage pour déterminer le vice-champion, promu en Top 14 (no 2, no 3, no 4, no 5). |
|  | Descente en Fédérale 1 (no 9 rétrogradé pour raisons financières ; no 16 relégué sportivement).                         |
|  | R : relégués 2011 • P : promus 2011                                                                                     |

Au bénéfice des points terrain (5 contre 4), Mont-de-Marsan devance Dax. Au bénéfice d'une meilleure différence de points générale, La Rochelle devance Carcassonne puisqu'aux points terrain et essais marqués dans leurs confrontations directes, les deux équipes s'étaient neutralisées (4 chacune pour les points, 3 pour les essais).

Attribution des points : victoire sur tapis vert : 5, victoire : 4, match nul : 2, défaite : 0, forfait : -2 ; plus les bonus (offensif : 3 essais de plus que l'adversaire ; défensif : défaite par 7 points d'écart ou moins; les deux bonus peuvent se cumuler: ainsi une équipe qui perdrait 21-24 en ayant inscrit trois essais tandis que le vainqueur a marqué 8 pénalité marquerait deux points).
Règles de classement : 1. points terrain (bonus compris) ; 2. points terrain obtenus dans les matches entre équipes concernées ; 3. différence entre essais marqués et concédés dans les matches entre équipes concernées ; 4. différence de points générale ; 5. différence entre essais marqués et concédés ; 6. nombre de points marqués ; 7. nombre d'essais marqués ; 8. nombre de forfaits n'ayant pas entraîné de forfait général ; 9. place la saison précédente ; 10. nombre de personnes suspendues après un match de championnat.

### Barrages d'accession en Top 14
|  | Demi-finales                                      | Demi-finales                        |                     |    | Finale                                               | Finale                                               |
|  | Demi-finales                                      | Demi-finales                        |                     |    | Finale                                               | Finale                                               |
|  |                                                   |                                     |                     |    |                                                      |                                                      |
|  | 19 mai 2012 au Stade du Hameau, Pau               | 19 mai 2012 au Stade du Hameau, Pau |                     |    | 27 mai 2012 au Stade Jacques-Chaban-Delmas, Bordeaux | 27 mai 2012 au Stade Jacques-Chaban-Delmas, Bordeaux |
|  | 19 mai 2012 au Stade du Hameau, Pau               | 19 mai 2012 au Stade du Hameau, Pau |                     |    | 27 mai 2012 au Stade Jacques-Chaban-Delmas, Bordeaux | 27 mai 2012 au Stade Jacques-Chaban-Delmas, Bordeaux |
|  | [2] Section paloise                               | 16                                  |                     |    | 27 mai 2012 au Stade Jacques-Chaban-Delmas, Bordeaux | 27 mai 2012 au Stade Jacques-Chaban-Delmas, Bordeaux |
|  | [2] Section paloise                               | 16                                  |                     |    | 27 mai 2012 au Stade Jacques-Chaban-Delmas, Bordeaux | 27 mai 2012 au Stade Jacques-Chaban-Delmas, Bordeaux |
|  | [5] Stade rochelais                               | 14                                  |                     |    | 27 mai 2012 au Stade Jacques-Chaban-Delmas, Bordeaux | 27 mai 2012 au Stade Jacques-Chaban-Delmas, Bordeaux |
|  | [5] Stade rochelais                               | 14                                  | [2] Section paloise | 20 |                                                      |                                                      |
|  | 20 mai 2012 au Stade Guy-Boniface, Mont-de-Marsan |                                     | [2] Section paloise | 20 |                                                      |                                                      |
|  |                                                   | [3] Stade montois                   | 29                  |    |                                                      |                                                      |
|  | [3] Stade montois                                 | [3] Stade montois                   | 29                  | 24 |                                                      |                                                      |
|  | [3] Stade montois                                 |                                     |                     | 24 |                                                      |                                                      |
|  | [4] US Dax                                        | 20                                  |                     |    |                                                      |                                                      |
|  | [4] US Dax                                        | 20                                  |                     |    |                                                      |                                                      |

## Déroulement de la saison
Avec le plus gros budget de Pro D2, le FC Grenoble est le favori avant le début du championnat. Il devient champion de France, à l'issue d'une saison qui l'a vu s'emparer de la tête de la compétition, au soir de la onzième journée. Tandis que les quatre équipes, déjà présentes aux places qualificatives, à la fin des matchs aller, disputent les play-off d'accession.

La Section paloise en terminant à la deuxième place, obtient son meilleur classement de la saison au terme de l'ultime rencontre, bien qu'elle soit dans le Top 5 depuis la douzième journée. Au contraire de l'US Dax, leader durant six journées, qui échoue au quatrième rang, son moins bon classement de l'année. Le Stade rochelais, auteur d'un début de saison laborieux (seizième au soir de la quatrième journée), accède aux places qualificatives à la fin des matchs aller et termine cinquième. Enfin le dernier invité aux play-off est le Stade montois, qui finit troisième. Il intègre les cinq premiers le même soir que les Grenoblois, la tête du championnat, et y reste, à l'exception notable d'une période s'étalant sur trois journées au printemps, où l'US Carcassonne le déloge de la place qualificative. Les Carcassonnais, sixièmes à la fin du championnat, place qu'ils occupaient déjà à la fin des matchs aller, se sont, en effet, immiscés dans le Top 5, au soir de la vingt-sixième journée.

Les clubs du SC Albi, de l'US Oyonnax et du CS Bourgoin-Jallieu terminent immédiatement derrière ces six formations. Si Albi n'a été que sporadiquement (quatre journées seulement) dans les cinq premiers, en revanche Oyonnax a été présent jusqu'à la fin de la douzième journée dans les places qualificatives, étant même leader de la compétition durant trois journées. Alors que Bourgoin-Jallieu, sept fois dans le Top 5 lors des treize premières journées, termine neuvième. Toutefois le club est rétrogradé pour raisons financières, à l'issue de la saison. Pendant que le Pays d'Aix RC, leader lors de la première journée, dans les cinq premiers les neuf premières journées, régresse et achève onzième la saison.

Dans le bas du classement, le CA Périgueux et l'AS Béziers sont en position de relégable, très tôt en saison et ne quittent plus leur situation inconfortable. Seule une série de défaites du RC Narbonne (une victoire en quinze matchs de la troisième journée à la dix-septième) leur permet d'espérer ne pas descendre à la fin du championnat. Périgueux est finalement rétrogradé alors que Béziers bénéficie de la sanction dont hérite le CS Bourgoin-Jallieu.
| Effectif des champions de France 2012 | Piliers : Albertus Buckle, Romain David, Dayna Edwards, Grégory Fabro, James Lakepa, Kenan Mutapcic, Ruaan du Preez Talonneurs : Laurent Bouchet, Vincent Campo, Tone Kopelani Deuxièmes ligne : Naude Beukes, Andrew Farley , Altenstadt Hulme, Cyril Veyret Troisièmes ligne : Fabien Alexandre, Roland Bernard, Jonathan Best, Daniel Browne, Olivier Chaplain, Alexis Driollet, Franck Maréchal, Flavien Nouhaillaguet Demis de mêlée : Clément Darbo, Jonathan Pélissié Demis d'ouverture : Valentin Courrent, Jonathan Quinnez, Blair Stewart Centres : Aloisio Butonidualevu, Nigel Hunt, Rida Jahouer Ailiers : Jone Daunivucu, Lucas Dupont, Raphaël Eymond, Afeleke Pelenise, Viliame Waqaseduadua Arrières : Johan Dalla Riva, Hugo Dupont, Fabien Gengenbacher, Pierre-Yves Montagnat Manager : Fabrice Landreau Entraîneurs : Sylvain Bégon, Franck Corrihons |

## Résultats détaillés

### Phase régulière

#### Tableau synthétique des résultats
L'équipe qui reçoit est indiquée dans la colonne de gauche.
| Clubs               | AIX   | ALB   | AUC   | AUR   | BÉZ   | BOU   | CAR   | DAX   | GRE   | MDM   | NAR   | OYO   | PAU   | PÉR   | ROC   | TAR   |
| ------------------- | ----- | ----- | ----- | ----- | ----- | ----- | ----- | ----- | ----- | ----- | ----- | ----- | ----- | ----- | ----- | ----- |
| Pays d'Aix RC       |       | 35-27 | 33-23 | 18-18 | 20-13 | 23-25 | 22-26 | 29-36 | 17-15 | 24-16 | 29-36 | 39-13 | 27-9  | 19-8  | 31-17 | 39-32 |
| SC Albi             | 19-16 |       | 14-12 | 23-10 | 34-6  | 41-17 | 10-13 | 33-9  | 19-18 | 14-15 | 35-22 | 25-3  | 25-6  | 27-9  | 31-15 | 35-29 |
| FC Auch             | 28-10 | 15-9  |       | 20-19 | 21-13 | 25-15 | 15-10 | 6-24  | 6-13  | 15-9  | 14-12 | 39-17 | 14-17 | 25-22 | 21-25 | 25-22 |
| Stade aurillacois   | 19-28 | 32-25 | 20-21 |       | 19-13 | 36-17 | 20-15 | 26-14 | 6-6   | 26-12 | 18-3  | 18-9  | 18-19 | 15-9  | 35-14 | 37-18 |
| AS Béziers          | 18-16 | 18-15 | 23-6  | 28-20 |       | 18-11 | 13-18 | 6-15  | 11-16 | 19-11 | 27-21 | 13-35 | 20-30 | 21-13 | 26-34 | 10-15 |
| CS Bourgoin-Jallieu | 13-19 | 47-18 | 25-10 | 29-15 | 9-3   |       | 33-30 | 27-12 | 23-29 | 20-13 | 23-20 | 24-23 | 21-26 | 23-16 | 18-21 | 21-9  |
| US Carcassonne      | 24-20 | 25-19 | 22-18 | 28-21 | 47-45 | 18-25 |       | 34-20 | 16-43 | 25-30 | 6-12  | 21-19 | 34-16 | 24-20 | 28-16 | 27-21 |
| US Dax              | 25-18 | 15-9  | 18-18 | 24-19 | 23-11 | 25-12 | 23-23 |       | 21-6  | 20-13 | 21-16 | 38-14 | 27-9  | 24-15 | 12-6  | 22-13 |
| FC Grenoble         | 39-9  | 55-10 | 42-3  | 27-13 | 47-15 | 30-13 | 17-12 | 18-16 |       | 22-16 | 32-26 | 24-9  | 24-18 | 34-6  | 35-3  | 21-3  |
| Stade montois       | 9-6   | 24-3  | 8-3   | 40-3  | 16-6  | 27-22 | 20-15 | 15-6  | 12-16 |       | 28-18 | 43-0  | 27-16 | 26-0  | 22-13 | 19-16 |
| RC Narbonne         | 16-9  | 32-25 | 9-12  | 29-12 | 20-13 | 39-32 | 12-14 | 18-22 | 12-40 | 9-13  |       | 24-20 | 15-6  | 21-19 | 28-22 | 29-14 |
| US Oyonnax          | 31-19 | 18-19 | 15-13 | 29-12 | 43-19 | 25-12 | 13-13 | 18-22 | 23-6  | 34-12 | 22-16 |       | 26-0  | 43-7  | 25-18 | 13-9  |
| Section paloise     | 31-22 | 37-14 | 16-3  | 40-20 | 25-16 | 26-10 | 28-18 | 9-9   | 18-16 | 24-15 | 32-3  | 28-12 |       | 26-14 | 17-12 | 28-27 |
| CA Périgueux        | 39-38 | 33-27 | 9-11  | 22-15 | 33-26 | 18-25 | 7-39  | 23-18 | 9-11  | 19-27 | 21-9  | 13-20 | 16-22 |       | 32-20 | 21-22 |
| Stade rochelais     | 34-3  | 25-6  | 34-25 | 26-16 | 22-3  | 33-19 | 22-9  | 21-13 | 18-16 | 24-15 | 54-10 | 26-16 | 13-6  | 23-17 |       | 41-7  |
| Tarbes Pyrénées     | 22-20 | 22-19 | 32-22 | 11-12 | 18-26 | 23-16 | 16-25 | 23-16 | 15-9  | 15-16 | 19-13 | 17-6  | 18-17 | 32-26 | 21-15 |       |

|  | Victoire à domicile |  | Match nul |  | Défaite à domicile |

#### Détail des résultats
Les points marqués par chaque équipe sont inscrits dans les colonnes centrales (3-4) alors que les essais marqués sont donnés dans les colonnes latérales (1-6). Les points de bonus sont symbolisés par une bordure bleue pour les bonus offensifs (trois essais de plus que l'adversaire), jaune pour les bonus défensifs (défaite avec au plus sept points d'écart), verte si les deux bonus sont cumulés.

#### Évolution du classement
| Club                | 1  | 2  | 3  | 4  | 5  | 6  | 7  | 8  | 9  | 10 | 11 | 12 | 13 | 14 | 15 | 16 | 17 | 18 | 19 | 20 | 21 | 22 | 23 | 24 | 25 | 26 | 27 | 28 | 29 | 30 |
| ------------------- | -- | -- | -- | -- | -- | -- | -- | -- | -- | -- | -- | -- | -- | -- | -- | -- | -- | -- | -- | -- | -- | -- | -- | -- | -- | -- | -- | -- | -- | -- |
| Pays d'Aix RC       | 1  | 2  | 3  | 2  | 2  | 3  | 3  | 4  | 4  | 9  | 10 | 9  | 6  | 10 | 7  | 10 | 10 | 10 | 10 | 9  | 11 | 11 | 11 | 10 | 8  | 9  | 10 | 10 | 10 | 11 |
| SC Albi             | 12 | 14 | 8  | 5  | 7  | 7  | 7  | 5  | 8  | 6  | 5  | 7  | 10 | 8  | 9  | 7  | 5  | 6  | 6  | 6  | 6  | 6  | 7  | 6  | 7  | 7  | 7  | 7  | 7  | 7  |
| FC Auch             | 7  | 12 | 14 | 13 | 11 | 9  | 12 | 13 | 12 | 12 | 12 | 12 | 12 | 12 | 12 | 12 | 12 | 12 | 7  | 8  | 7  | 7  | 8  | 8  | 9  | 8  | 8  | 9  | 9  | 10 |
| Stade aurillacois   | 8  | 16 | 9  | 12 | 15 | 14 | 14 | 14 | 13 | 13 | 13 | 13 | 13 | 13 | 13 | 13 | 13 | 13 | 13 | 13 | 13 | 13 | 13 | 13 | 12 | 11 | 11 | 11 | 14 | 13 |
| AS Béziers          | 15 | 10 | 15 | 15 | 16 | 16 | 16 | 15 | 15 | 15 | 15 | 15 | 15 | 15 | 15 | 15 | 16 | 16 | 15 | 15 | 16 | 15 | 15 | 15 | 16 | 15 | 15 | 15 | 15 | 15 |
| CS Bourgoin-Jallieu | 4  | 6  | 5  | 3  | 5  | 8  | 5  | 7  | 6  | 5  | 8  | 8  | 5  | 9  | 11 | 8  | 11 | 7  | 8  | 10 | 9  | 9  | 10 | 11 | 11 | 13 | 13 | 14 | 13 | 9  |
| US Carcassonne      | 13 | 15 | 10 | 7  | 10 | 11 | 9  | 8  | 7  | 10 | 9  | 10 | 9  | 6  | 6  | 6  | 7  | 8  | 9  | 7  | 8  | 8  | 6  | 7  | 6  | 5  | 5  | 5  | 6  | 6  |
| US Dax              | 2  | 1  | 1  | 1  | 1  | 1  | 2  | 3  | 2  | 1  | 2  | 2  | 2  | 2  | 2  | 2  | 2  | 2  | 2  | 2  | 2  | 2  | 2  | 2  | 2  | 2  | 2  | 3  | 2  | 4  |
| FC Grenoble         | 9  | 4  | 2  | 6  | 4  | 4  | 4  | 2  | 3  | 2  | 1  | 1  | 1  | 1  | 1  | 1  | 1  | 1  | 1  | 1  | 1  | 1  | 1  | 1  | 1  | 1  | 1  | 1  | 1  | 1  |
| Stade montois       | 6  | 9  | 11 | 10 | 6  | 5  | 8  | 6  | 10 | 7  | 4  | 4  | 4  | 3  | 3  | 4  | 4  | 4  | 4  | 4  | 4  | 4  | 5  | 5  | 5  | 6  | 6  | 6  | 5  | 3  |
| RC Narbonne         | 3  | 3  | 4  | 9  | 9  | 12 | 11 | 12 | 14 | 14 | 14 | 14 | 14 | 14 | 14 | 14 | 14 | 14 | 14 | 14 | 14 | 14 | 14 | 14 | 14 | 14 | 14 | 13 | 13 | 14 |
| US Oyonnax          | 5  | 8  | 6  | 4  | 3  | 2  | 1  | 1  | 1  | 3  | 3  | 5  | 8  | 7  | 10 | 11 | 8  | 9  | 11 | 12 | 12 | 12 | 9  | 9  | 10 | 10 | 9  | 8  | 8  | 8  |
| Section paloise     | 16 | 11 | 7  | 8  | 8  | 6  | 6  | 11 | 9  | 8  | 6  | 3  | 3  | 4  | 4  | 3  | 3  | 3  | 3  | 3  | 3  | 3  | 3  | 3  | 4  | 4  | 4  | 4  | 3  | 2  |
| CA Périgueux        | 10 | 13 | 16 | 11 | 14 | 15 | 15 | 16 | 16 | 16 | 16 | 16 | 16 | 16 | 16 | 16 | 15 | 15 | 16 | 16 | 15 | 16 | 16 | 16 | 15 | 16 | 16 | 16 | 16 | 16 |
| Stade rochelais     | 14 | 7  | 13 | 16 | 12 | 10 | 10 | 9  | 5  | 4  | 7  | 6  | 7  | 5  | 5  | 5  | 6  | 5  | 5  | 5  | 5  | 5  | 4  | 4  | 3  | 3  | 3  | 2  | 4  | 5  |
| Tarbes PR           | 11 | 5  | 12 | 14 | 13 | 13 | 13 | 10 | 11 | 11 | 11 | 11 | 11 | 11 | 8  | 9  | 9  | 11 | 12 | 11 | 10 | 10 | 12 | 12 | 13 | 12 | 12 | 12 | 11 | 12 |

### Phase finale

#### Demi-finales
| 19 mai 2012 15 h 10 CET | Section paloise | 16 – 14 (13 – 6) | Stade rochelais                                                                                    | Stade du Hameau, Pau 14 000 spectateurs Arbitre : Laurent Cardona |
| 19 mai 2012 15 h 10 CET | Essai(s) : Vainqueur (35e) Transformation(s) : Manca (36e) Pénalité(s) : Manca 3 (26e, 33e, 55e) Carton(s) jaune(s) : Solofuti (27e) |                  | Essai(s) : Ferrou (75e) Pénalité(s) : Fauqué 3 (18e, 30e, 43e) Carton(s) jaune(s) : Djebaili (35e) | Stade du Hameau, Pau 14 000 spectateurs Arbitre : Laurent Cardona |
| 19 mai 2012 15 h 10 CET | |                  | | Stade du Hameau, Pau 14 000 spectateurs Arbitre : Laurent Cardona |

| 20 mai 2012 14 h 00 CET | Stade montois | 24 – 20 (14 – 0) | US Dax | Stade Guy-Boniface, Mont-de-Marsan Arbitre : Patrick Péchambert |
| 20 mai 2012 14 h 00 CET | Essai(s) : Chedal Bornu (18e), Mazzonetto (47e) Transformation(s) : Vignau-Tuquet (47e) Pénalité(s) : Vignau-Tuquet 4 (3e, 4e, 26e, 74e) Carton(s) jaune(s) : Arrayet (64e) |                  | Essai(s) : Mirande 2 (63e, 78e) Transformation(s) : Lacoste 2 (63e, 78e) Pénalité(s) : Lacoste 2 (46e, 65e) Carton(s) jaune(s) : Mirande (40e) | Stade Guy-Boniface, Mont-de-Marsan Arbitre : Patrick Péchambert |
| 20 mai 2012 14 h 00 CET | |                  | | Stade Guy-Boniface, Mont-de-Marsan Arbitre : Patrick Péchambert |

#### Finale
| 27 mai 2012 14 h 00 CET | Section paloise | 20 – 29 (10 – 16) | Stade montois | Stade Jacques-Chaban-Delmas, Bordeaux 23 928 spectateurs Arbitre : Jean-Luc Rebollal |
| 27 mai 2012 14 h 00 CET | Essai(s) : Fumat (5e), Larrieu (60e) Transformation(s) : Manca 2 (5e, 60e) Pénalité(s) : Manca 2 (22e, 43e) Carton(s) jaune(s) : Vainqueur (7e), Thuéry (35e) |                   | Essai(s) : Jágr 2 (24e, 45e) Transformation(s) : Vignau-Tuquet 2 (24e, 45e) Pénalité(s) : Vignau-Tuquet 3 (4e, 14e, 34e), Arrayet 2 (67e, 73e) Carton(s) jaune(s) : Acosta (48e) | Stade Jacques-Chaban-Delmas, Bordeaux 23 928 spectateurs Arbitre : Jean-Luc Rebollal |
| 27 mai 2012 14 h 00 CET | |                   | | Stade Jacques-Chaban-Delmas, Bordeaux 23 928 spectateurs Arbitre : Jean-Luc Rebollal |

## Statistiques

### Meilleurs réalisateurs
Mise à jour le 8 mars 2012.
| Rang | Joueur               | Club              | Position         | Points | Essais | Transf. | Pén. | Drops |
| ---- | -------------------- | ----------------- | ---------------- | ------ | ------ | ------- | ---- | ----- |
| 1    | Thomas Fournil       | SC Albi           | Demi d'ouverture | 289    | 0      | 20      | 82   | 1     |
| 2    | Pierre-Alexandre Dut | FC Auch           | Demi d'ouverture | 281    | 2      | 8       | 80   | 5     |
| 3    | Maxime Petitjean     | Stade aurillacois | Demi d'ouverture | 277    | 0      | 11      | 82   | 3     |
| 4    | Sébastien Fauqué     | Stade rochelais   | Demi d'ouverture | 263    | 2      | 23      | 63   | 6     |
| 5    | Antoine Lescalmel    | US Carcassonne    | Demi d'ouverture | 239    | 0      | 16      | 64   | 5     |
| 6    | Jérémy Bourlon       | Pays d'Aix RC     | Demi d'ouverture | 221    | 0      | 16      | 60   | 3     |
| 7    | Frédéric Manca       | Section paloise   | Arrière          | 218    | 0      | 19      | 60   | 0     |
| 8    | Fabien Fortassin     | Tarbes Pyrénées   | Demi d'ouverture | 191    | 0      | 10      | 54   | 3     |
| 9    | Clément Darbo        | FC Grenoble       | Demi de mêlée    | 188    | 1      | 15      | 51   | 0     |
| 10   | Leonard Olivier      | US Oyonnax        | Demi d'ouverture | 139    | 0      | 17      | 34   | 1     |

### Meilleurs marqueurs
Mis à jour le 8 mars 2012.
| Rang | Joueur             | Club            | Position               | Essais |
| ---- | ------------------ | --------------- | ---------------------- | ------ |
| 1    | Benoît Lazzarotto  | US Carcassonne  | Ailier                 | 14     |
| 2    | Bruno Hiriart      | Section paloise | Ailier                 | 9      |
| -    | Maxime Le Bourhis  | Stade rochelais | Ailier                 | 9      |
| 4    | Lucas Dupont       | FC Grenoble     | Ailier                 | 8      |
| 5    | Sofiane Guitoune   | SC Albi         | Arrière                | 7      |
| 6    | Nigel Hunt         | FC Grenoble     | Centre                 | 6      |
| -    | Saula Radidi       | US Dax          | Centre                 | 6      |
| -    | Vincent Roux       | Stade rochelais | Centre                 | 6      |
| -    | Marlon Solofuti    | Section paloise | Troisième ligne centre | 6      |
| 10   | Malakai Bakaniceva | Tarbes Pyrénées | Ailier                 | 5      |

### Statistiques diverses
Mis à jour le 8 mars 2012.
Statistiques générales sur la phase régulière
- Matches joués : 171
- Victoires à domicile : 126 (73,7 %)
- Nuls : 6 (3,5 %)
- Défaites à domicile : 39 (22,8 %)
- Nombre d'essais marqués : 394 (242 à domicile, 152 à l'extérieur), soit 2,3 par match
- Nombre de transformations réussies : 296 (174 à domicile, 122 à l'extérieur), taux de réussite de 75,1 %
- Nombre de pénalités converties : 1207 (685 à domicile, 522 à l'extérieur)
- Nombre de drops inscrits : 68 (34 à domicile, 34 à l'extérieur)

Performances d'équipes
- Plus grand nombre de victoires d'affilée : 8 par Grenoble (de la 13e à la 21e journée)[Note 1],
- Plus grand nombre d'essais marqués par une équipe dans un match : 7 par La Rochelle lors du match contre Narbonne, le 6 novembre 2011 (9e journée)
- Plus grand nombre d'essais dans un match : 8 lors de La Rochelle - Narbonne (54-10), le 6 novembre 2011 (9e journée).
- Plus grand écart de points dans un match : 44 lors de La Rochelle - Narbonne (54-10), le 6 novembre 2011 (9e journée).
- Plus grand nombre de points dans une rencontre : 92 lors de US Carcassonne - AS Béziers (47-45) le 12 mai 2012 (30e journée)
- Équipes invaincues à domicile : Dax, Grenoble, Pau et La Rochelle

Performances individuelles
- Plus grand nombre de points marqués dans un match : 27 par Jérémy Bourlon pour Aix-en-Provence face à Pau (victoire 27-9, 9 pénalités) et par Christopher Ruiz pour Narbonne face à Albi (victoire 32-25, 8 pénalités et 1 drop), le 3 septembre 2011 (1re journée),
- Plus grand nombre d'essais marqués dans un match : 3 par Lucas Dupont pour Grenoble face à Oyonnax (victoire 24-9), le 8 janvier 2012 (15e journée), puis par William Ryder pour Mont-de-Marsan face à Oyonnax (victoire 43-0), le 4 mars 2012 (22e journée),
- Plus grand nombre de pénalités inscrites dans un match : 9 par Jérémy Bourlon pour Aix-en-Provence face à Pau (victoire 27-9), le 3 septembre 2011 (1re journée).
- Plus grand nombre de drops inscrits dans un match : 3 par Jérôme Bosviel pour Périgueux face à Albi (victoire 33-27), le 25 février 2012 (21e journée).